# Sciaenochromis

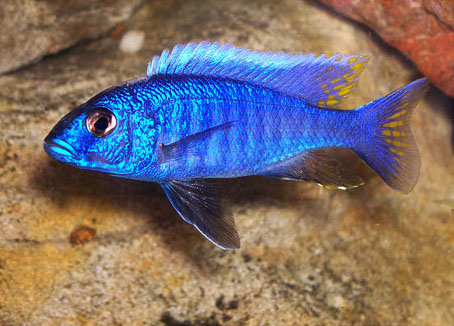
Sciaenochromis fryeri

Sciaenochromis és un gènere de peixos pertanyent a la família dels cíclids.

## Alimentació
Mengen peixos.

## Distribució geogràfica
Es troba a l'Àfrica oriental: el llac Malawi.

## Taxonomia
- Sciaenochromis ahli (Trewavas, 1935)[6]
- Sciaenochromis benthicola (Konings, 1993)[7]
- Sciaenochromis fryeri (Konings, 1993)[8]
- Sciaenochromis gracilis (Trewavas, 1935)[9]
- Sciaenochromis psammophilus (Konings, 1993)[7]
- Sciaenochromis spilostichus (Trewavas, 1935)[9][10][11][12][13][14][15]

## Observacions
Són populars com a peixos d'aquari (sobretot, Sciaenochromis fryeri).